# Supercell (film)
Pour les articles homonymes, voir Supercell.
Pour plus de détails, voir Fiche technique et Distribution.
Supercell est un film américain réalisé par Herbert James Winterstern et sorti en 2023.

## Synopsis
William est le fils de Bill Brody, un célèbre chasseur de tornades de l'ouest du Texas, qui a été emporté dix ans plus tôt lors d'un orage supercellulaire. L'adolescent veut aujourd'hui prendre le même chemin que son père. Il recontacte ainsi l'un de ses anciens collaborateurs. Celui-ci travaille pour le peu scrupuleux Zane Rogers, qui organise désormais des excursions à sensations fortes pour de richissimes touristes.

## Fiche technique
Sauf indication contraire, les informations mentionnées dans cette section peuvent être confirmées par la base de données cinématographiques IMDb,  présente dans la section « Liens externes ».
- Titre original et français : Supercell
- Réalisation : Herbert James Winterstern
- Scénario : Herbert James Winterstern et Anna Elizabeth James, d'après une histoire de Herbert James Winterstern
- Musique : Corey Wallace
- Direction artistique : Bryan Norvelle
- Décors : Travis Zariwny
- Costumes : Rachel Sage Kunin
- Photographie : Andrew Jeric
- Montage : R. J. Daniel Hanna
- Production : Nathan Klingher, Ryan Donnell Smith et Ryan Winterstern
- Sociétés de production : Highland Film Group, Thomasville Pictures et Short Porch Pictures
- Sociétés de distribution : Saban Capital Group (États-Unis), Canal+ (France, TV)
- Budget : n/a
- Pays de production :  États-Unis
- Langue originale : anglais
- Format : couleur
- Genre : catastrophe, action
- Durée : 100 minutes
- Dates de sortie[2] :
  - États-Unis : 17 mars 2023
  - France : 1er novembre 2023 (1re diffusion sur Canal+)
- Classification[3] :
  - États-Unis : PG-13
  - France : interdit aux moins de 10 ans (Canal+[4])

## Distribution
- Daniel Diemer (VFB : Maxym Anciaux) : William Brody
- Alec Baldwin (VFB : Franck Dacquin) : Zane
- Skeet Ulrich (VFB : Michelangelo Marchese) : Roy
- Anne Heche (VFB : Nathalie Hons) : Quinn Brody
- Jordan Kristine Seamón (VFB : Ludivine Deworst) : Harper
- Anjul Nigam : Ramesh
- Michael Klingher : Chuck
- Jane Lind : May
- Richard Gunn : Bill Brody
- Praya Lundberg : Amy

## Production
Le tournage a lieu de mai à juin 2021, notamment dans l’État de Géorgie,, en particulier dans les villes de Moultrie et Thomasville. Il se déroule également dans le Montana (Lavina et Hardin).

## Accueil
Aux États-Unis, Supercell sort simultanément en salles et en vidéo à la demande le 17 mars 2023. En France, il est diffusé à la télévision sur Canal+ en novembre 2023.

### Accueil critique
Sur le site d'agrégation de critiques Rotten Tomatoes, Supercell obtient 50% d'avis favorables, pour 16 critiques et une note moyenne de 5,3⁄10.